# Kuanda
Kuanda (ros. Куанда) – rzeka w azjatyckiej części Rosji, w Kraju Zabajkalskim, prawy dopływ Witimu. Wypływa z Gór Kałarskich. Jej długość wynosi 196 km; dorzecze zajmuje powierzchnię 6530 km².